# Nuova moschea di Salonicco

Dettaglio della facciata anteriore

La Nuova moschea di Salonicco (in greco Γενί Τζαμί?, in turco Yeni Cami) è una moschea storica a Salonicco, in Grecia. Fu costruita dall'architetto italiano Vitaliano Poselli nel 1902 per la comunità di dunmeh della città, cripto-ebrei convertiti all'Islam. Quando i dunmeh lasciarono la città durante lo scambio di popolazione tra Grecia e Turchia del 1923, la moschea fu utilizzata per ospitare il Museo archeologico di Salonicco nel 1925. Oggi funge da centro espositivo.

## Galleria d'immagini

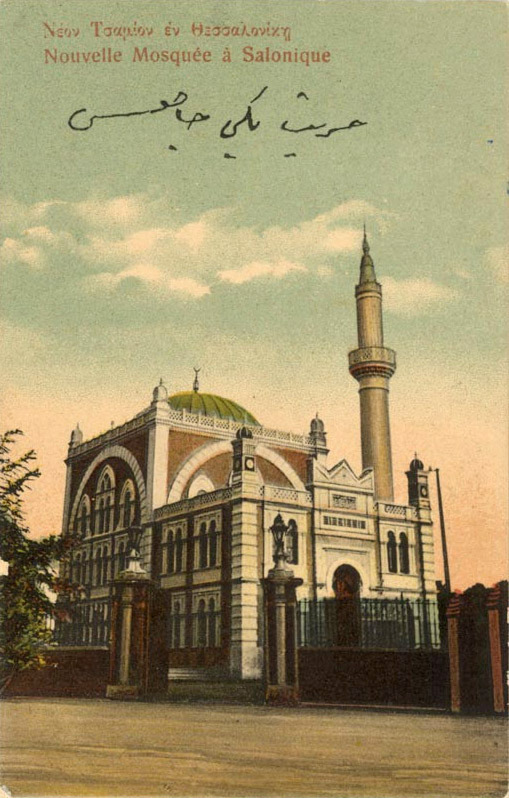
Cartolina postale
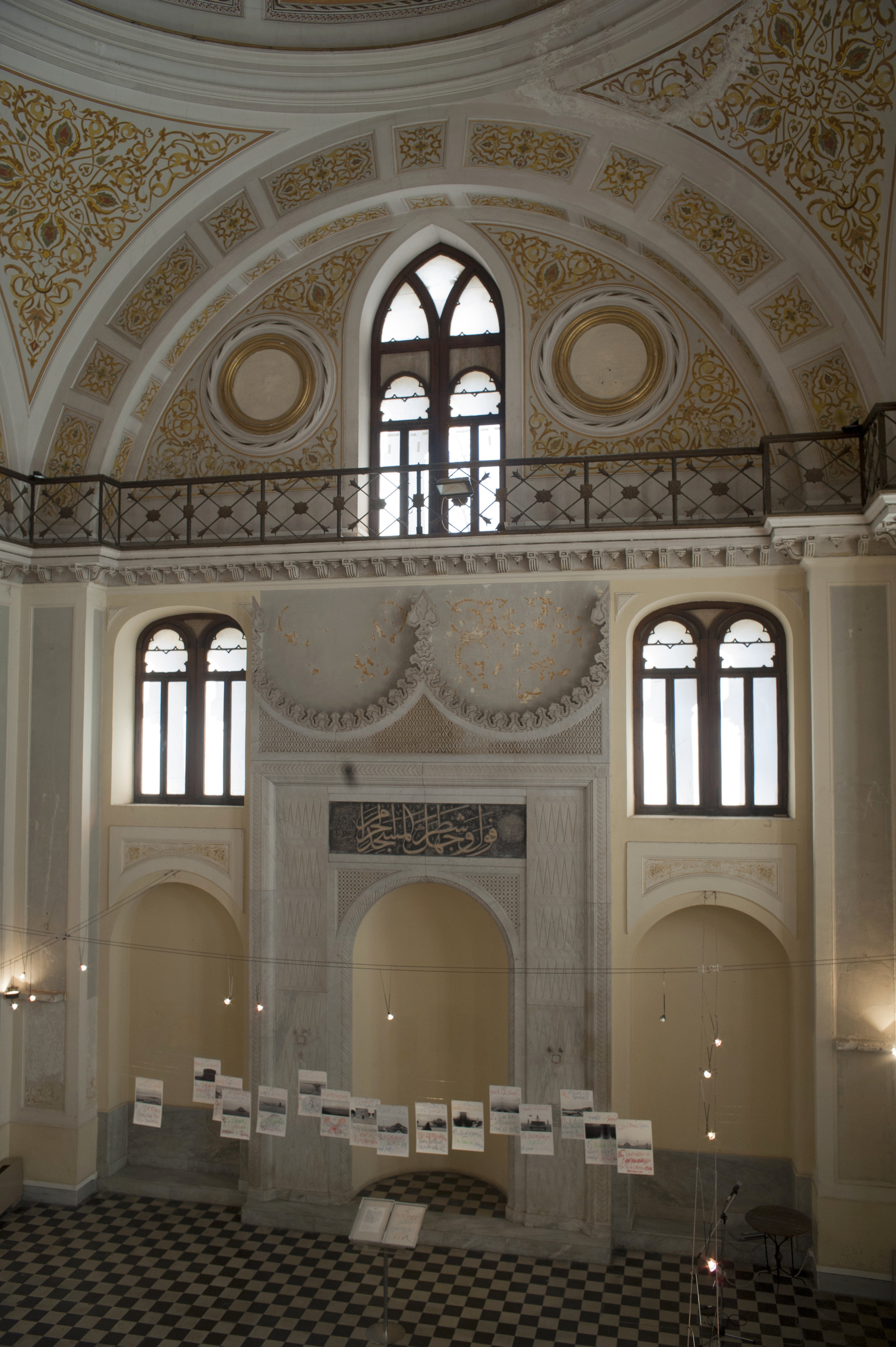
Miḥrāb, interno
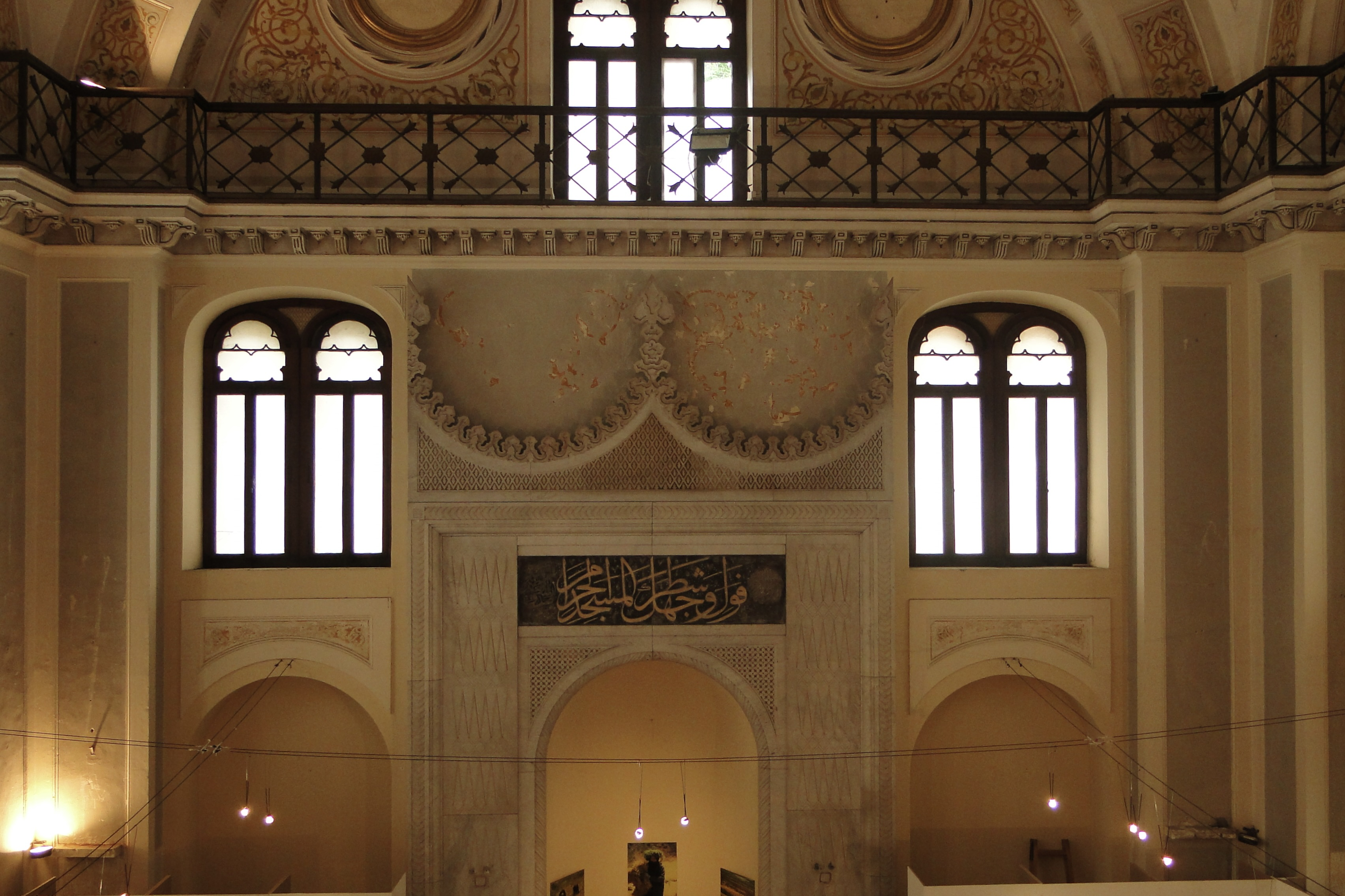
Interno
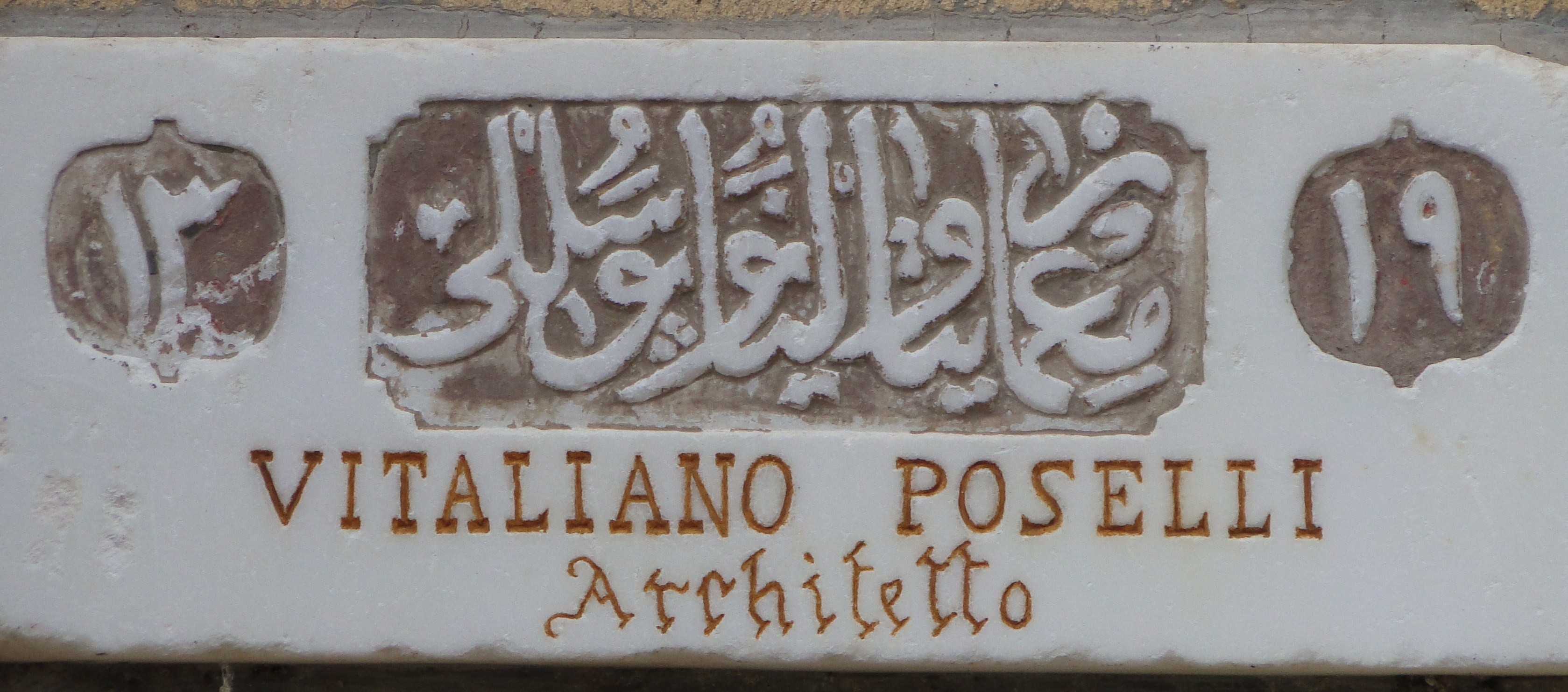
Iscrizione col nome del progettista dell'edificio